# Велика Плавуча

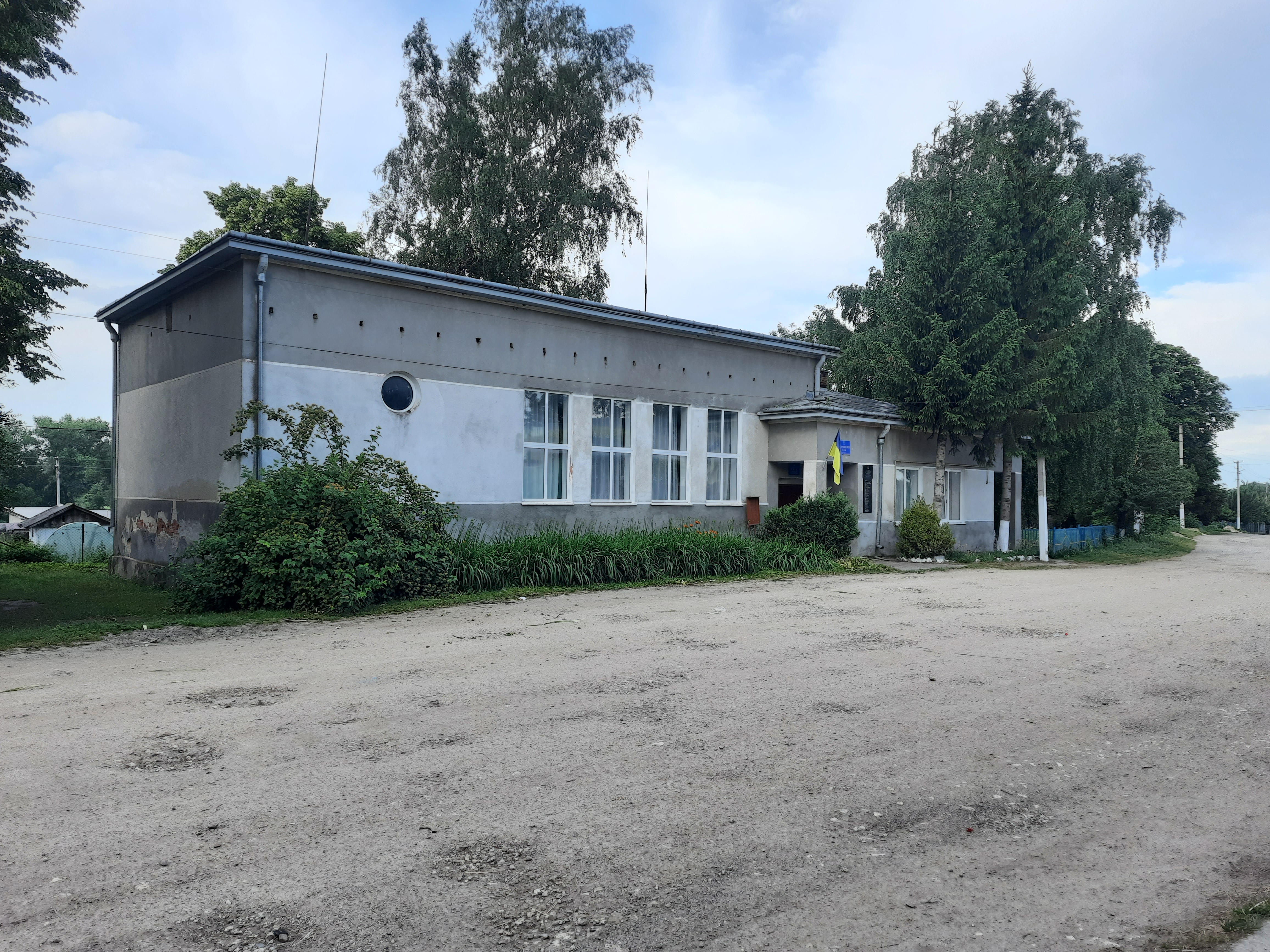
Народний дім

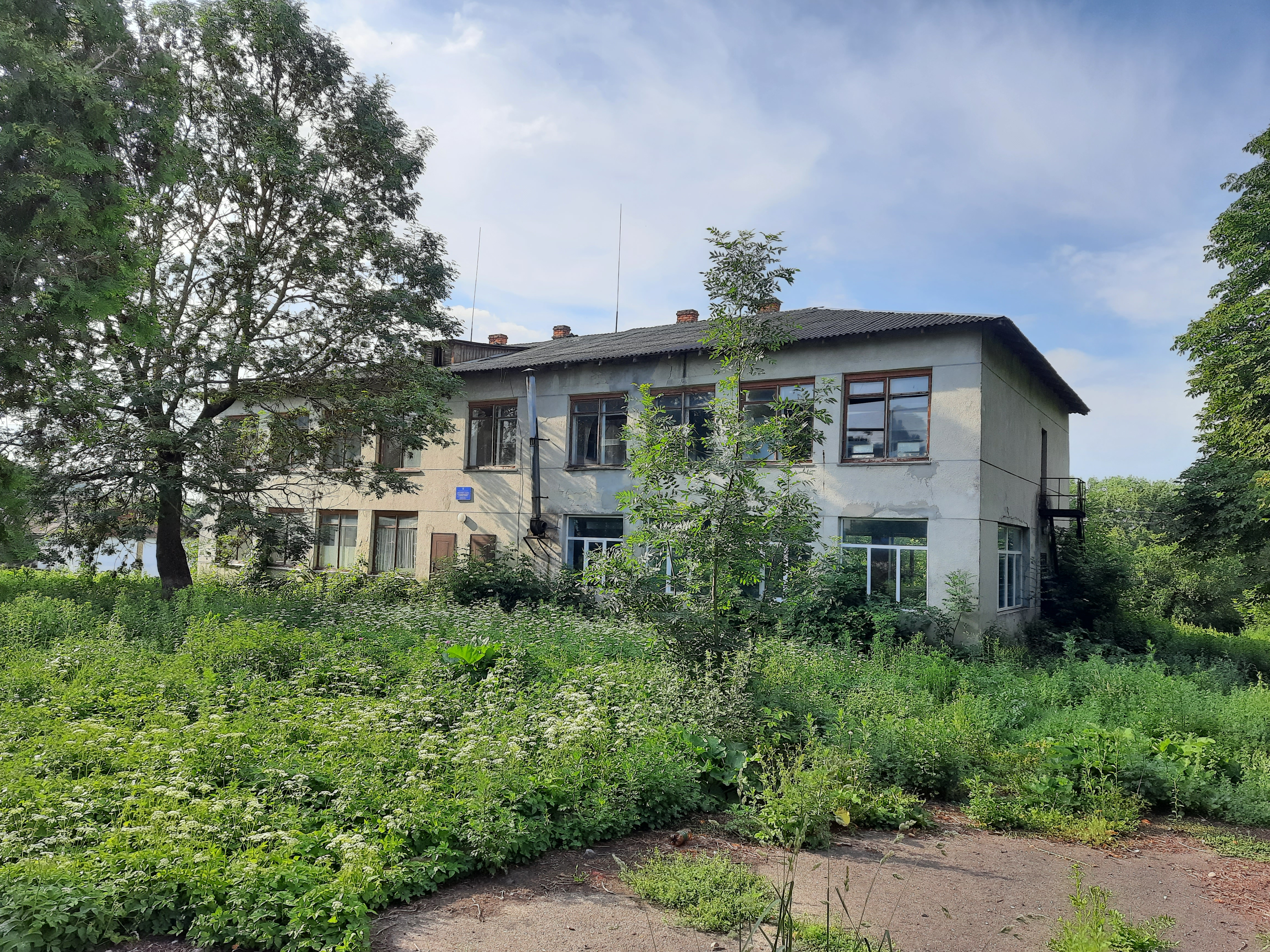
Дитячий садок.

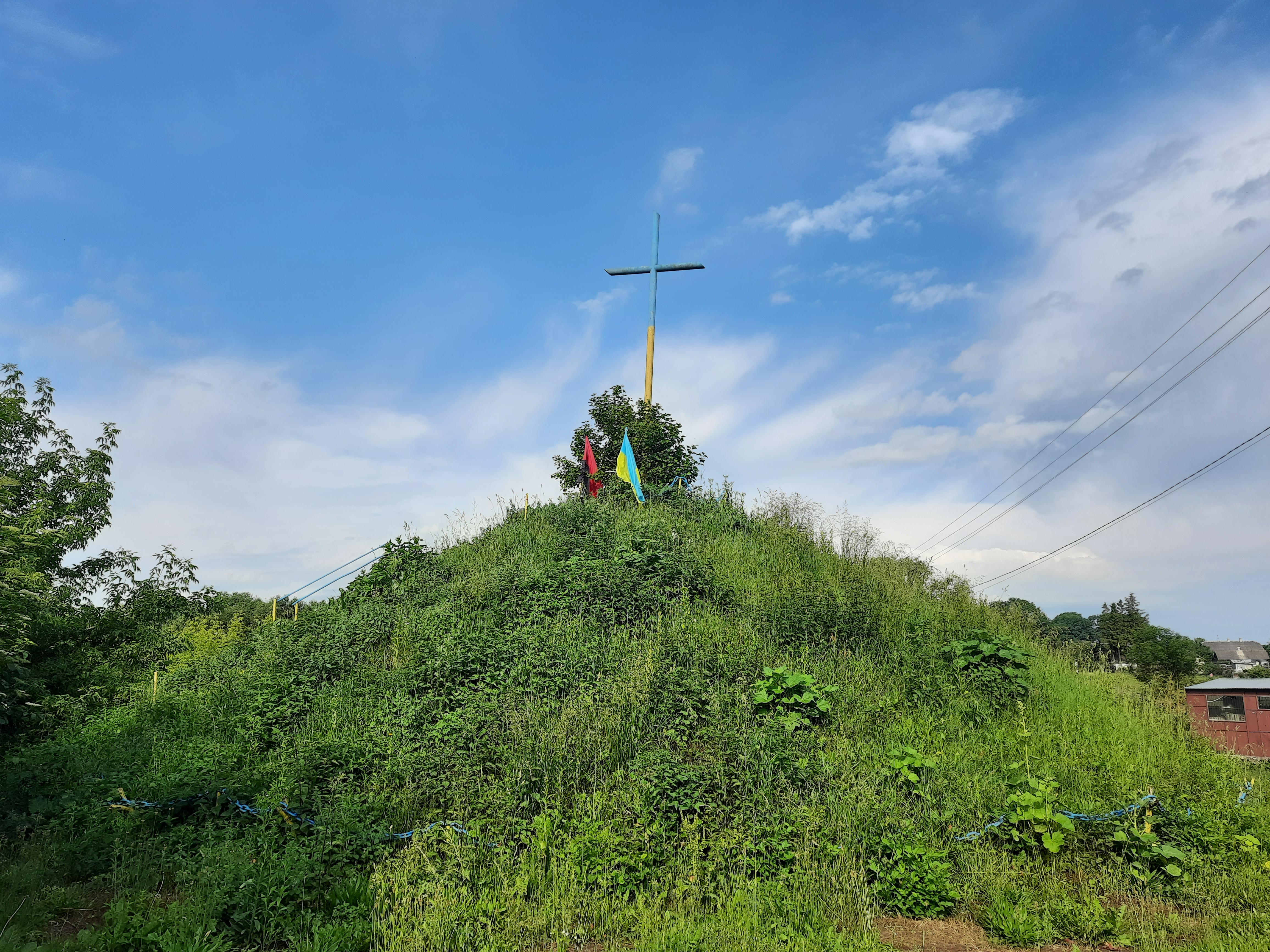
Символічна курган-могила Борцям за волю України

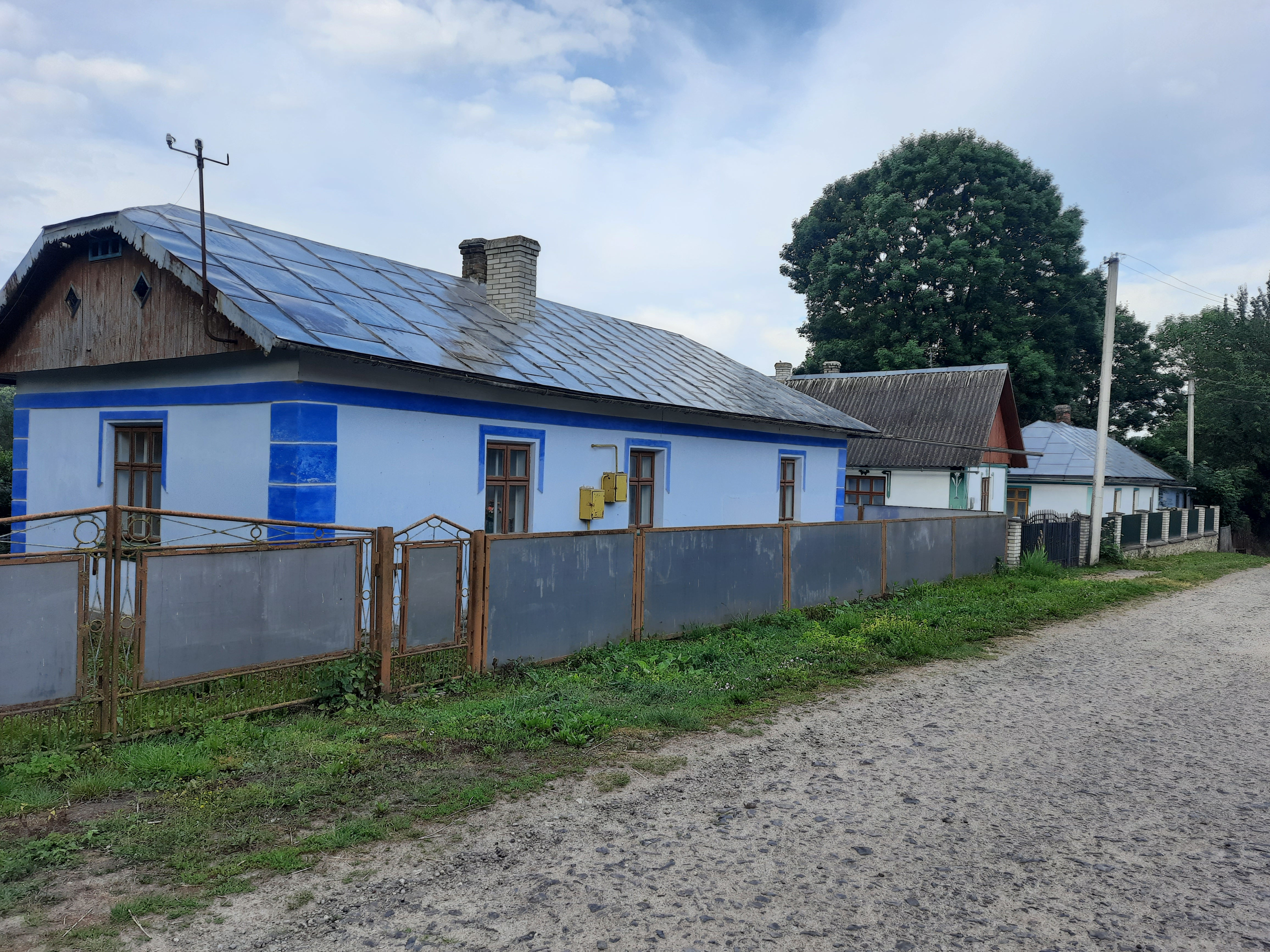
Сільські хати

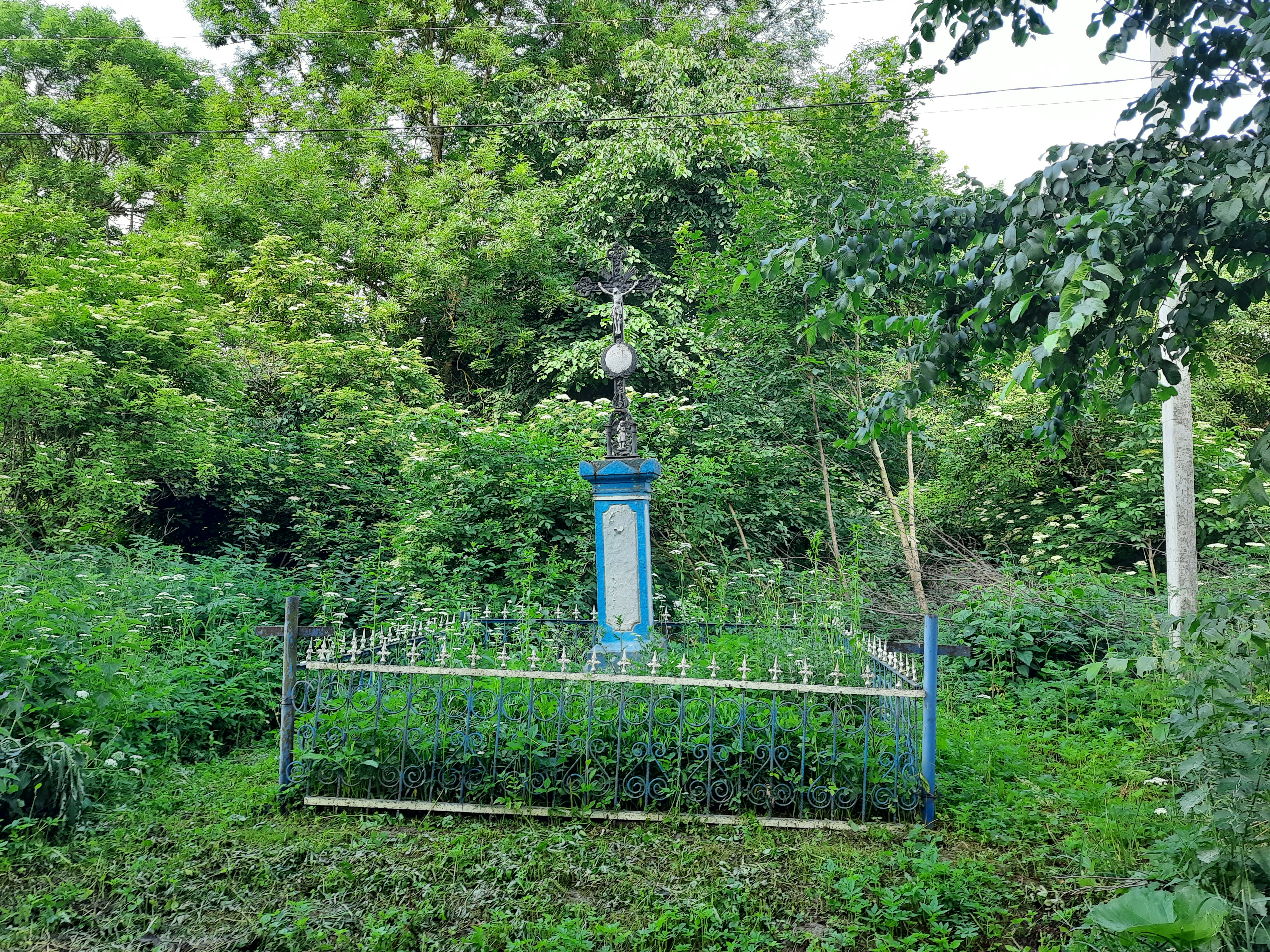
Пам'ятний хрест.

Вели́ка Плаву́ча — село в Україні, у Зборівській міській громаді Тернопільського району Тернопільської області. Розташоване на річці Цівка, на півночі району. До 2016 орган місцевого самоврядування — Великоплавучанська сільська рада, якій були підпорядковані села Велика Плавуча та Цицори. До села приєднано хутір Заруда. Хутір Гашена виключений із облікових даних у зв'язку з переселенням жителів. 
Населення становить 728 осіб (2001).

## Історія
На околицях села виявлене курганне поховання доби ранньої бронзи. Розкопано 3 давньоруські городища.
Історична дата утворення 1530 рік. Перша писемна згадка — 1733 рік, текст візитації парафії св. Миколая. (Книга — Ркл — 11, аркуш 164—165 у НМЛ). Село належало до Бережанського повіту.
В селі діяло дві читальні «Просвіти», що конкурували між собою. Одна читалень була закладена у 1896 році селянами-зайдами, тобто переселенцями з інших сіл, що тут одружилися з місцевими дівчатами. Першим головою читальні був Іван Задорожний, а допомагали йому у читальницькій праці: Михайло Марцюк, Іван Карпин, Дмитро Володимир старший, Петро Грушецький,  Юліян Семчишин, Йосиф Баран, Дмитро Баран та інші. Читальня містилася тоді обійсті Івана Карпина. Наприкінці ХІХ століття в селі мешкали 32 дрібних торговців-юдеїв. Вони мали у своїй власності невеличкі крамнички з різними товарами (гас, горілчані напої, продукти харчування тощо). Саме 1907 року в читальні вирішили заснувати кооператив та крамницю мішаних товарів для села у винайманій хаті. За короткий час до 1914 року із 32 юдейських крамничок, залишилося лише 12 крамничок Вайсмана, що також мав тримав корчму з горілкою. Тоді також заснували молочарню, закупили усі потрібні машини для виробу молочних продуктів, а далі підписали статути товариства «Січ», пік розвитку якого припав на 1911 рік. У березні 1914 року товариство «Січ» відзначила столітній ювілей від дня народження Тараса Шевченка й на згадку про цю пам'ятну подію на роздоріжжі біля церкви Перенесення Мощів Святого Миколая посадили «Шевченкового дуба».
Перша світова війна принесла селу велике спустошення та велику шкоду, бо наперед мадяри, опісля москалі, що могли те забрали, а решту понищили. Так знищено кооператив та молочарню. Багато кращих робітників мобілізовано до війська і чимало плавучан загинуло на тій війні. У листопаді 1918 року гордо замаярив український національний синьо-жовтий прапор у селі, а багато хлопців та молодших господарів вступили до лав УГА, аби боронити рідний край від ворогів.
Після невдалих Визвольних Змагань, нова молода генерація станула до праці в громаді при віднові культурно-освітнього та господарського життя. З молодших станули до праці: Василь Лещишин, Василь та Іван Лесіви, Дмитро Гаранджук, Василь Кобзістий, Степан Марчівський, Петро Семчишин, Петро Горбань, Федько Бортник та інші. Вже у 1922 році відновили кооператив та приступили до будівництва нової будівлі, де по закінченню будови розташували відновлену читальню «Просвіти» та кооператив. Керівництво колишньої молочарні скерувала плавучанина Андрія Коцура на науку молочарства до Стрия. Згодом саме Андрій Коцур став фаховим керівником молочарні, яка за чистоту та смачні вироби, дістала від Маслосоюзу окрему нагороду. Тоді відкрито молочарські відділи у Плавучій Малій, Глинній, Красній та Цицорах. Головою читальні обрано Василя Лещишина. Згодом головою читальні був Роман Стецько, а секретарем Петро Семчишин, а вже напередодні другої світової війни головою був Дмитро Гаранджук, а секретарем Петро Горбань.
Після відновлення діяльності кооператива під назвою «Торговельна Кооператива», його очолив Василь Лещишин, [бухгалтер|книговодом]] був Дмитро Гаранджук, скарбником — Іван Карпин. 1937 року керівництво змінилося, тепер: Василь Лещишин — голова надзірної ради, Степан Марчівський — справник, Павло Лесів — бухгалтер, Роман Стецько — скарбник. 1928 року засновується «Промислова Кооператива» — цегельня, що мала дати селу новий, кращий, але й дешевий будівельний матеріал, оскільки на Поділлі майже не було лісів. Головою кооператива був Василь Лещишин, Осип Мельник — книговодом, Петро Дубас — скарбником. 1936 року обрано нову управу у складі: справник — Андрій Коцур, книговод — Дмитро Гаранджук, скарбник — Петро Дубас, голова наглядової ради — Іван Дубовий.
Тоді з заснований гурток товариства «Сільський господар», який очолив Василь Лещишин, секретарював — Дмитро Гаранджук, а від 1937 року головою був Дмитро Гаранджук, а секретарем — Петро Семчишин. Товариство запрошує зі Львова агронома до села, взимку для переведення сільсько-господарських курсів, а влітку на практичні лекції з молоддю на полях та городах. Тоді ж заснували невеличкий розсадник фруктових дерев та засадили невеличкий садок.
«Торговельна кооператива» не обмежилася лише на продажах солі, нафти та інших товарів, вона придбала для села очисну трієр-машину, що використовувалася для прочищування насінного збіжжя, тобто для відокремлення з зернових сумішей коротких і довгих домішок від насіння основної культури та сортування очищеного за довжиною зерен. Закупляла вагонами вугілля для опалення сільських хатів взимку та штучні добрива для підживлення ґрунтів з метою покращення осінніх зборів урожаїв.
Тоді ж прийшла черга на заснування в громаді позичкової каси Райфайзена, яку очолив Роман Стецько, книговодом був Дмитро Гаранджук, скарбником Федір Максимів, а головою наглядової ради Іван Дубовий. Згодом в селі заснований гурток товариства «Рідна школа», що створив дитячий садок та займався позашкільною освітою дітей, а також виконував функції спортивного товариства. «Промислова кооператива» створила нову ділянку торгівлі — ковбасний цех або ж м'ясарню (галицька говірка), де виробляли смачні вироби, але її невдовзі закрили через поганий збут продукції. Також не втримався й шевська майстерня.
Під час німецької окупації село було частково спалене.
12 червня 2020 року, відповідно до розпорядження Кабінету Міністрів України № 724-р «Про визначення адміністративних центрів та затвердження територій територіальних громад Тернопільської області» увійшло до складу Зборівської міської громади.
19 липня 2020 року, в результаті адміністративно-територіальної реформи та ліквідації Зборівського району, село увійшло до складу Тернопільського району.

## Населення
За даними перепису населення 2001 року мовний склад населення села був таким:
| Мова       | Число ос. | Відсоток |
| ---------- | --------- | -------- |
| українська |           | 99,31    |
| російська  |           | 0,55     |
| польська   |           | 0,14     |

Місцева говірка належить до наддністрянського говору південно-західного наріччя української мови.

## Пам'ятки

### Церква
Дерев'яна церква Перенесення Мощів Святого Миколая, споруджена 1750 року у Зборові та перевезена у 1770 році на нове місце — в село Велика Плавуча, де була встановлена у центрі села. Колись до парафії належали філіяльні церкви у Малій Плавучій, Глинній, Красній та Цицорах. У 1930-х роках проведений ремонт приміщення. Тоді внутрішні стіни були декоровані в національно-патріотичному стилі. Під час другої світової війни святиня зазнала руйнувань. Реконструкція відбулася лише у 1977 році, під час якої стіни надопасання церкви оббили бляхою та збільшили її висоту. Парафія і храм до 1946 року належали УГКЦ, після львівського псевдособору 1946 року, церква опинилася під юрисдикцією РПЦ до 1989 року. 1989 року храм повернений греко-католицькій громаді села, яка ним користується понині. Нині парохом є отець Олександр Лісецький, парафія і церква належить до Козлівського деканату Тернопільсько-Зборівської архієпархії УГКЦ.

### Народний дім
Взимку 1935—1936 років до пароха місцевої церкви отця Володимира Левицького звернулися очільники села з проханням помогти виклопотати дозвіл на будівництво нового Народного дому, започаткувати збір коштів й надати справі швидкого ходу. Роздумавши справу, він вирішив вжити всіх можливих способів для досягнення цієї мети. Місце під новий дім була підготовлена завчасно. Формально усе погоджено та внесено подання з будівельними планами до староства. В розмові зі старостою у тій справі, строста прохав зачекати, доки справа не буде перевірена. Але минув рік, а дозволу немає, видно справа завмерла. Тоді отець Володимир листом звернувся до колишнього свого бойового товариша, що мешкав Варшаві — колишнього поручика, а на той час вже полковника польського війська на чинній службі, що займав там визначну посаду. Відповідь на лист не примусила себе довго чекати. Товариш отця Левицького просив його надіслати копію подання до староства. Пройшло не так й багато часу і староство запросило пароха Великої Плавучої до Бережан, а там староста особисто жалівся, що зроблено донесення до Варшави — хоч не було потреби, староство було б саме... і так далі. Вже за короткий період часу дозвіл на будову Народного дому був отриманий. Негайно був створений будівельний комітет, головою якого став отець Володимир Левицький, секретарем Дмитро Гаранджук та скарбником Василь Чорний, його помічником Романа Стецька та ще 16 членів і роботи з побудови Народного дому розпочалисяР. Не обійшлося без
помилок, бо більшість комітету сами вирішили зробити фундаменти новобудови на зразок фундаментів селянських хат, тлбто у викопані рови накидали каміння та поливали вапном. Парох був проти такої будови, оскільки це мав бути високий з цегли та каменю будинок. Вже скоро з'явилися тріщини у фундаменті новобудови. Тоді сільські «будівничі» за порадою отця Володимира запросили на будову інженерів з української будівельної «Кооперативи інженерських робіт» («КІР») зі Львова, які й збудували прекрасний Народній Дім. Вже були проведені оздоблювальні роботи в будинку і вже восени 1939 року Народній Дім мав відчинити свої двері для всіх павучан. Але усі плани перервав початок другої світової війни.

### Монументи, пам'ятники
- Пам'ятник полеглим у німецько-радянській війні (1940—1945) воїнам-односельцям (1985),
- Пам'ятник Тарасові Шевченку (1990)
- Символічна курган—могила Борцям за волю України (1989).

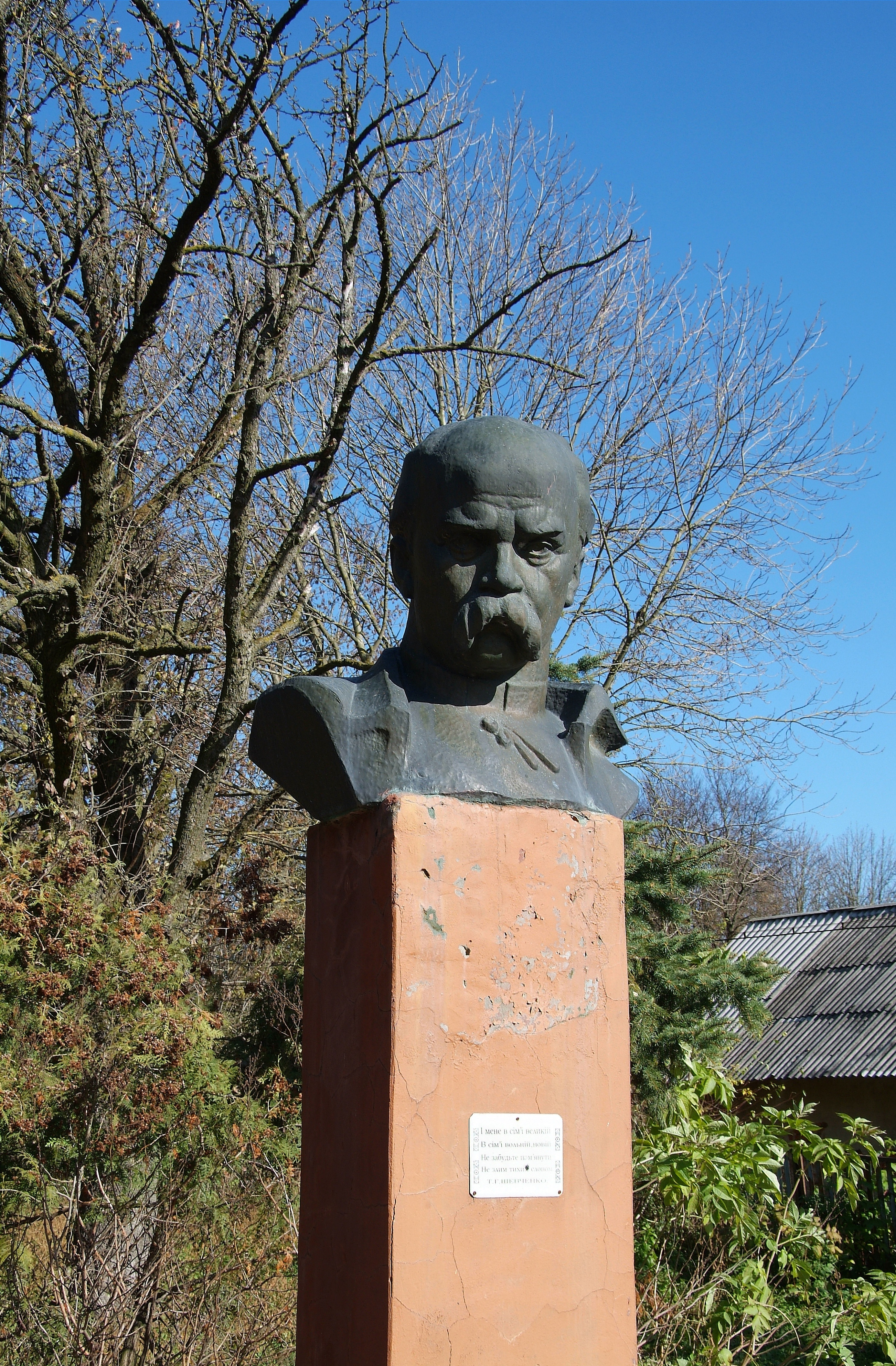
Пам'ятник Тарасові Шевченку
пам'ятка монументального мистецтва місцевого значення у селі Великій Плавучі Тернопільської области України.
Встановлений 1957 р. (реконструйований 1982 р.). Масове виробництво.
Погруддя — тонований бетон, постамент — камінь.
Погруддя — 0,7 м, постамент — 1,8 м.
Скульптура Матері Божої Непорочного Зачаття
Щойновиявлена пам'ятка монументального мистецтва у селі Великій Плавучі Тернопільської области України. Розташована на вулиці Шевченка, біля церкви Перенесення Мощів Святого Миколая.
Робота самодіяльних майстрів, виготовлена із каменю (встановлена ХІХ ст.).
Скульптура — 1.4 м, постамент — 1,3×0,65×0,65 м, площа — 0,0002 га.
Пам'ятний знак на славу Божу з барельєфами святих
Виготовлений із каменю самодіяльними майстрами. Встановлений ХІХ ст (пам'ятка монументального мистецтва).
Розташований на вулиці Шевченка, біля церкви Перенесення Мощів Святого Миколая. 
Скульптура — 1.4 м, постамент — 1,3х0,65х0,65 м, площа — 0,0002 га.

## Пам'ятка природи
- Шевченків дуб — ботанічна пам'ятка природи місцевого значення. Дуб посаджений членами місцевого осередку товариства «Січ» у березні 1914 року, на згадку про відзначення столітнього ювілею від дня народження Тараса Шевченка, на роздоріжжі біля дерев'яної церкви Перенесення Мощів Святого Миколая в селі Велика Плавуча.[5]

## Соціальна сфера
Діють Великоплавучанський навчально-виховний комплекс «Загальноосвітній навчальний заклад І-ІІ ступенів — дошкільний навчальний заклад», сільський клуб, бібліотека, ФАП (підпорядкований Августівській амбулаторії загальної практики сімейної медицини).

## Відомі люди

### Народилися
- Петро Баб'як — український літературознавець, бібліограф, архівіст, журналіст.
- Євген Качан — український науковець, кандидат економічних наук, професор. Завідувач кафедри управління трудовими ресурсами і розміщення продуктивних сил Тернопільської академії народного господарства.[20]
- Микола Мамус — український громадсько-політичний діяч, політв'язень, зв'язковий проводу ОУН-М.
- Богдан Мельник — канадський перекладач, письменник, літературознавець та культурно-громадський діяч українського походження.
- Левицький Корнило Володимирович (1919 — 1941?) — станичний ОУН с. Комарів[21]

### Працювали, мешкали
- отець Володимир Левицький — доктор богослов'я та філософії. Колишній поручника 3-ї Залізної дивізії Армії УНР, згодом генеральний секретар УНО в Берліні. В середині 1930-х років призначений митрополитом Андреєм Шептицьким парохом в село Велика Плавуча. За його керівництва у 1936—1939 роках в селі споруджена будівля Народного дому. В Народному Домі було організовано чотирикласну школу, де викладання дисциплін велося українською мовою.[18]
- Петро Дикий — диякон місцевої церкви, учень митрополита Андрея Шептицького.